# 小齿锥花
小齿锥花（学名：Gomphostemma microdon）为唇形科锥花属下的一个种。

## 扩展阅读
維基物種上的相關：小齿锥花